# 北海道大学旧札幌農学校昆虫学及養蚕学教室

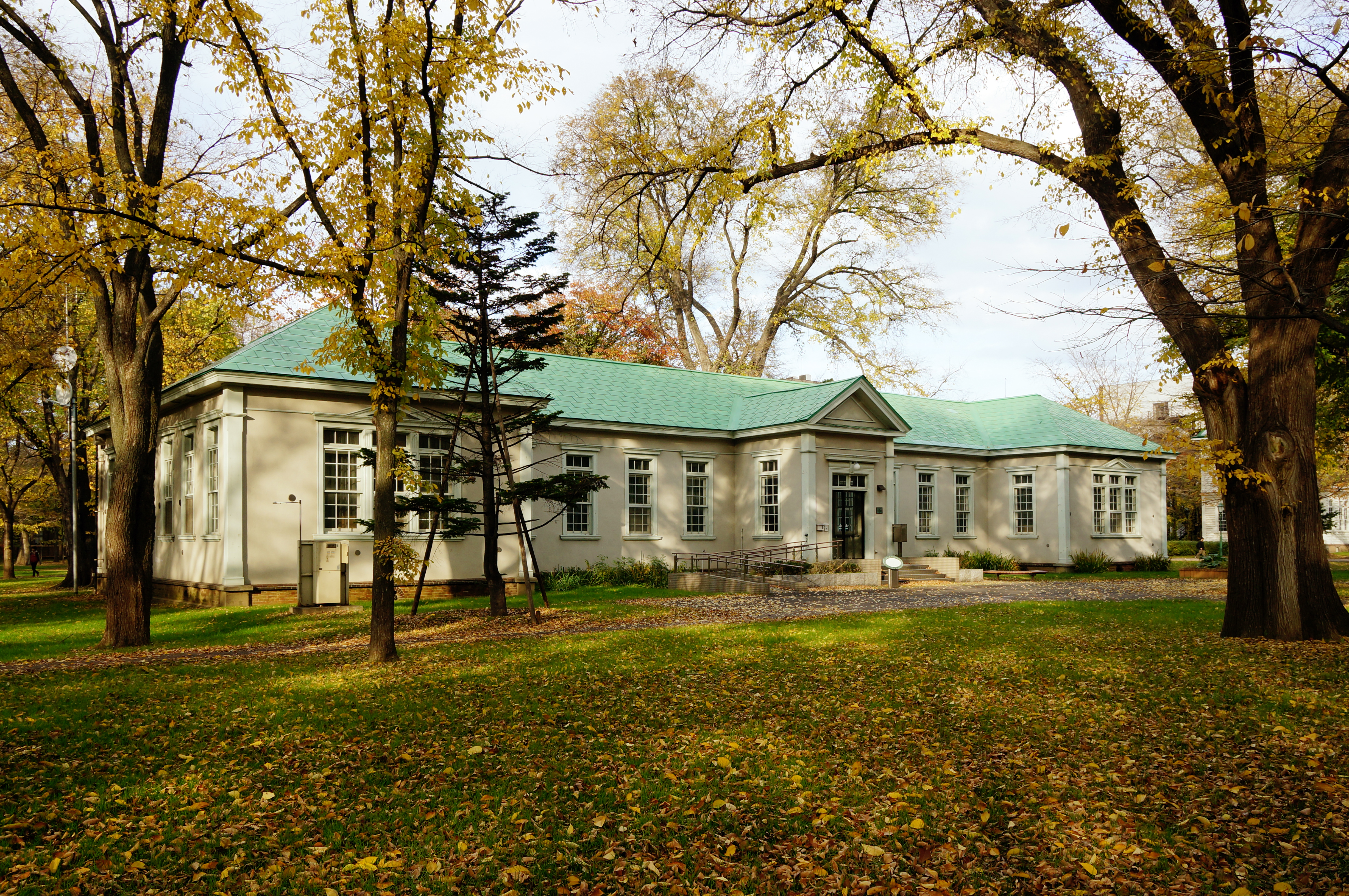
旧札幌農学校昆虫学及養蚕学教室

北海道大学旧札幌農学校昆虫学及養蚕学教室（ほっかいどうだいがく きゅうさっぽろのうがっこう こんちゅうがく および ようさんがくきょうしつ）は、北海道札幌市、北海道大学構内にある施設。文部大臣官房札幌建築出張所、中條精一郎が設計した。2000年（平成12年）4月28日、国登録有形文化財に登録された。所在地は、北海道札幌市北区北9条西8丁目。

## 沿革
- 1901年（明治34年）12月 - 竣工[3]。
- 1916年（大正5年）1月 - 昆虫飼育室増築（昆虫学及養蚕学教室の西翼北側に接続）[3]。
- 1927年（昭和2年）11月 - 昆虫学標本室増築[3]。
- 1936年（昭和11年）8月 - 昆虫学関連講座の農学部本館移転に伴い、空き室になる[3]。
- 1937年（昭和12年）10月 - 北方文化研究室設置[3]。
- 1990年（平成2年） - 放送大学北海道学習センターになる[3]。
- 2000年（平成12年）2月 - 放送大学北海道学習センターが移転[3]。
- 2000年（平成12年）4月28日 - 国登録有形文化財に登録[3]。
- 2003年（平成15年）5月 - 北大交流プラザ「エルムの森」になる[3]。
- 2010年（平成22年）6月 - エルムの森移転[3]。
- 2023年（令和5年）9月 - 保存改修されるとともにワイン教育研究センターとして再生[4]。

## 標本室（標本庫）

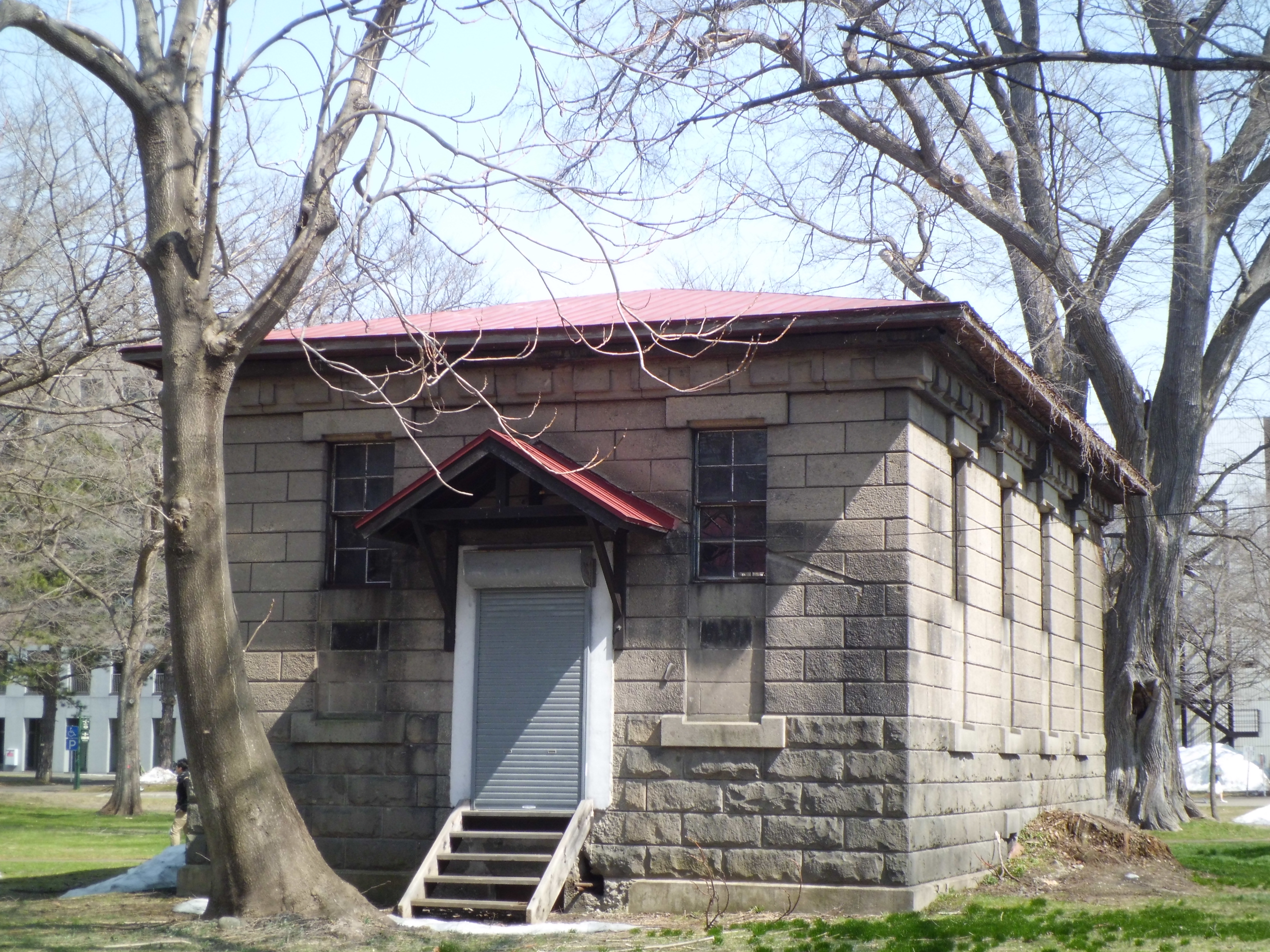
標本室

昆虫学初代教授の松村松年の時代に、1927年に標本室（標本庫）が増築された。昆虫標本を火災から守るために標本室の壁は札幌軟石、床と天井は鉄筋コンクリート造り、防火シャッター付きの窓枠による不燃構造となっている。